# Penicillophorus ctenotarsus
Penicillophorus ctenotarsus is een keversoort uit de familie Phengodidae. De wetenschappelijke naam van de soort is voor het eerst geldig gepubliceerd in 1974 door Paulus.